# Adrien Sénéclauze
Adrien Sénéclauze (Bourg-Argental, 14 de mayo de 1802 - 25 de junio de 1871) fue un botánico, horticultor francés.

## Biografía
Su familia, natural de Ardèche, se estableció desde 1792/1793 en Bourg-Argental donde establecieron una fábrica de manufactura de la seda. Abandonó el trabajo de la sericicultura, y se dirigió, en 1819, hacia la horticultura para iniciar colecciones de coníferas con cedro del Líbano, alerce europeo, pinos de Córcega y algunas otras especies.
Unos años más tarde, su establecimiento hortícola se elevó a la vanguardia entre las de Francia y del extranjero, gracias a su pasión por las plantas, especialmente coníferas siendo el primero en realizar en alta escala esquejes.
En 1840, introdujo el cedro del Atlas, y en 1854 crea un pinetum para  poner en terreno abierto las especies más raras y preciosas. "estudiaría incansablemente para publicar en 1867 una  Monografía descriptiva y razonada de la colección completa de coníferas nativas y exóticas cultivadas en el establecimiento de Adrien Sénéclauze en Bourg Argental'".
Sus habilidades y la importancia de sus cultivos son tales que se le asignó la tarea, mediante real decreto, para reforestar los montes del Lyonnais y macizo del Pilat entonces prácticamente desarbolados, y también estableciendo en 1866 una cortina de árboles de coníferas en el lugar "La República" para retener la nieve que obstruía el camino cada año, en detrimento de los viajeros.'"

## Algunas publicaciones
- Essai sur la taille et l'entretien du mûrier pour les provinces du Centre et du Nord de la France,Adrien Sénéclauze,Bourg-Argental : Chez l'auteur ; Paris : Audot ; Lyon : Chambet, 74 pp. 1840 OCLC 30822354
- Manuel du cultivateur de mûriers dans la région moyenne de la France, Poitiers : impr. de F.-A. Saurin, 103 pp. 1843 OCLC 458790822
- Prix-courant pour 1846, des graines de plantes potagères, fourragères, à fleurs et autres, que l'on peut se procurer à l'Etablissement (catalogue), con Léon Lille, Lyon : Impr. de Barret, 4 pp. 1846 OCLC 718570228
- Catalogue général et prix-courant des végétaux de pleine terre et de serres, cultivés dans l'établissement et disponibles à la vente, pour l'automne 1846 et le printemps 1847: Etablissement horticole de Adrien Sénéclauze, horticulteur-pépiniériste, propriétaire à Bourg-Argental (Loire), con Léon Lille, Saint-Etienne : Impr. de Théolier aîné, 34 pp. 1846 OCLC 718570770
- Des semis et replants d'arbres forestiers à grandes dimensions, avec description sommaire précéde d'une notice sur les semis et les plantations, vol. 59 de Cultures spéciales d'arbres forestiers, Valence, 48 pp. 1960 OCLC 83297584
- Les Conifères: Monographie descriptive et raisonnée classée par ordre alphabétique de la collection complète des Conifères, Paris, Impr. générale de Ch. Lahure, 201 pp. 1967 OCLC 14410915